# 杜維廉
杜維廉，杜維廉男爵，KG，GCMG，CIE，OBE（英語：Humphrey Trevelyan, Baron Trevelyan，1905年11月27日—1985年2月8日），英國外交官和英屬印度官員，劍橋大學畢業，1929年加入英屬印度政府，1948年轉投外交部，1953年出任英國駐中華人民共和國臨時代辦（中方稱為外交代表），1954年至1955年間進一步成為首任英國駐華代辦，並與中國國務院總理兼外交部長周恩來建立起較友好的關係。
離開中國後，杜維廉在1955年轉任英國駐埃及大使，任內發生1956年蘇伊士運河危機。他在1958年出任英國駐聯合國次官，同年改任英國駐伊拉克大使、到1962年出任外交部副國務次官，同年再調任英國駐蘇聯大使，任內見證蘇共中央第一書記赫魯曉夫於1964年失勢下台。在1965年退休後，杜維廉在1967年一度獲重新起用，出任英國駐南阿拉伯高級專員，協助英軍全面撤出該區。杜維廉在1968年獲封上議院終身貴族，到1974年更獲英女皇伊利沙伯二世授予最高騎士榮譽嘉德勳章。他晚年在1970年至1979年出任大英博物館信託委員會主席，促成大英博物館在1972年舉辦圖坦卡門大展。
杜維廉在1938年娶印度陸軍總參謀長威廉·巴塞洛穋爵士（Sir William Bartholomew）的女兒維爾勒·瑪嘉烈（Violet Margaret）為妻。杜維廉勳爵夫人在1913年出生，2009年逝世，終年96歲，夫婦倆育有女兒兩名。

## 外部連結
- Death of Lady Trevelyan, widow of Lord Trevelyan, KG （页面存档备份，存于）

| 外交職務                       | 外交職務                          | 外交職務      |
| ------------------------------ | --------------------------------- | ------------- |
| 前任： 藍來訥爵士 （臨時代辦） | 英國駐華代辦 1954年7月－1955年7月 | 繼任： 歐念儒 |